# 実相
実相 (じっそう、tattrasya lakṣaṇam、तत्त्रस्य लक्षणम् (サンスクリット))の「実」とは虚妄に対していわれる。すなわち真実の意味である。相は無相の義であるといわれる。「実相」とは真実が無相であるということをあらわす。諸法実相という複合語として使われることが多い。
「無相」とは、人間の言葉をはなれ、心でおしはかることのできないことをいう。したがって「実相」とは、真実が無相であり、それが万物の本来の相であることを意味する。
実相を万物の本体などといって、現象の背後に現象生起の源としての何か実在的なものと考えるようなことがあるが、それは誤りであり、実相はけっして実在的実体ではない。実相とはすべてのもののありのままのすがたをいうのである。無相こそ万有のありのままの姿であるということを説くのが実相である。
この意味で、この「実相」を法性、真如、如実などとよぶ。
- 法性〈ほっしょう〉とは、サンスクリット語の「ダルマター」(dharmatā)であり、法そのもの、法としてあらわれている万物の本性の意味である。
- 真如〈しんにょ〉とは、「タタァター」(tathatā)であり、真実であり如常であること、「ありのままの状態」をいう。
- 如実〈にょじつ〉とは「ブフータ・タタァター」(bhūta-tathatā)であり、存在のありのままのすがたをいう。

この実相こそが仏陀の悟りの内容そのものであるというので、これを一実、一如、一相、無相、法身、法性、法位、涅槃、無為、真諦、真性、実諦、実際などという。このように仏陀によって自覚された萬有の実相は、種々の経典やいろいろの教学によっていろいろと説かれている。たとえば、小乗仏教では我空の涅槃を実相といい、大乗仏教では我空法空の涅槃を実相といったりする。『摩訶般若波羅蜜経』では如・法性・実際、『法華経 』では実相、『華厳経 』では法界、『楞伽経 』では如来蔵、『涅槃経 』では仏性などといわれる。
教学の中では、華厳教学の始教位や天台教学の通教位以下では不変の空真如を実相とし、華厳教学の終教以上、天台の別教以上にあっては不変随縁の二相を実相とするなどである。華厳教学では随縁〔いろいろの因縁によってあらわれている現実〕の万法を実相とし、天台教学では性具の諸法を実相としている。